# Prigione di Plötzensee
La prigione di Plötzensee (in tedesco Justizvollzugsanstalt Plötzensee, JVA Plötzensee) fu un carcere maschile nel quartiere Charlottenburg-Nord di Berlino, con una capacità di 577 detenuti, fondato nel 1868.
È noto per essere stato uno dei principali luoghi di esecuzione capitale durante il regime nazista: si contano infatti 2.964 detenuti giustiziati su 46.069 imprigionati.

## Storia
Il carcere fu istituito con delibera del governo prussiano sotto il re Guglielmo I e sorse sui possedimenti del maniero di Plötzensee. La costruzione terminò nel 1879.
L'area divisa dal canale navale Berlino-Spandau, inaugurato nel 1859, si trovava ai margini della foresta di Tegel, a nord-ovest dei confini di Berlino, nella provincia di Brandeburgo. Nel 1915 le terre a est del canale con il lago Plötzensee furono accorpate a Berlino (l'attuale quartiere Wedding), mentre l'area rimanente intorno alle mura della prigione divenne parte del distretto di Charlottenburg con la legge sulla Grande Berlino del 1920. Dal 2004 appartiene al municipio di Charlottenburg-Nord. Il nome originale dell'attuale Haus 1 era Strafgefängnis Plötzensee.
Su una superficie di 25,7 ettari, comprendente una chiesa e una zona di preghiera ebraica, vivevano fino a 1400 detenuti (all'epoca la capienza più alta dell'Impero tedesco). Dopo la seconda guerra mondiale gli edifici demoliti dai bombardamenti su Berlino furono ricostruiti e ospitarono un centro di detenzione giovanile (Jugendstrafanstalt Berlin) per ragazzi dai 14 ai 21 anni.
Nel 1987 l'Haus 1 della prigione di Plötzensee divenne nuovamente un carcere maschile con una capacità di 577 detenuti. Con la fine della guerra fredda e la successiva riunificazione tedesca, vi scontò la pena l'ultimo leader comunista della Germania Est Egon Krenz (dal 2000 al 2003), condannato per omicidio colposo commesso mediante l'applicazione dello Schießbefehl.
Nel dicembre 2021 Plötzensee è stato il primo carcere visitato da Arne Semsrott nell'ambito della sua iniziativa Freiheitsfonds, che prevede la liberazione delle persone tenute in carcere per il mancato pagamento del biglietto di trasporto pubblico (motivo di reclusione dei due terzi dei detenuti di Plötzensee).

## Esecuzioni

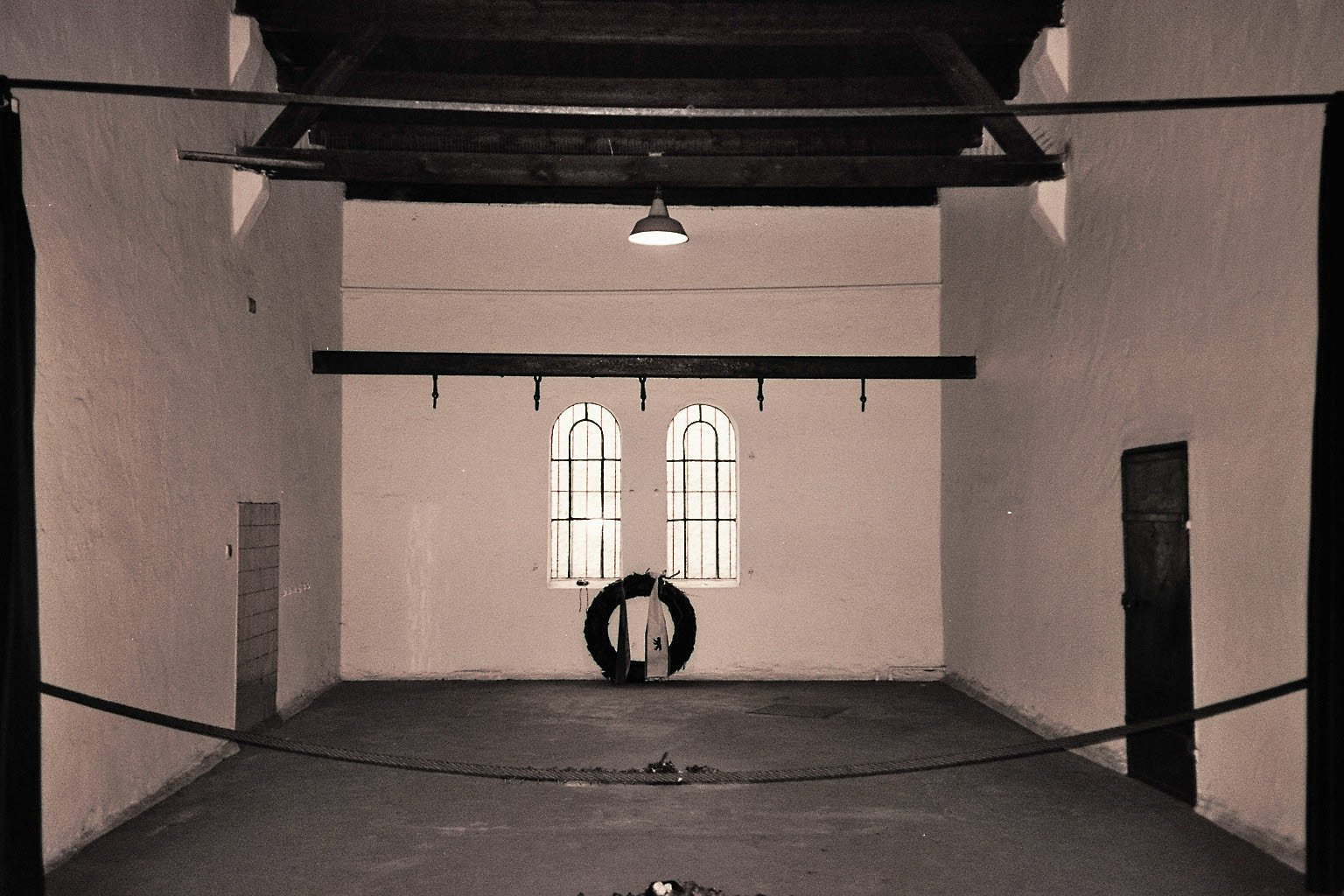
Memoriale di Plötzensee, 2005

Durante l'epoca dell'Impero e della Repubblica di Weimar a Plötzensee furono attuate 36 esecuzioni, tutte per omicidio e tutte mediante decapitazione con un'ascia, secondo il vecchio codice penale tedesco Strafgesetzbuch. Dopo la "presa del potere" (in tedesco Machtergreifung) dei nazisti la prigione ospitò sia i criminali comuni che i prigionieri politici, e Plötzensee diventò uno degli undici siti scelti per le esecuzioni sommarie, istituiti dal 1936 in tutta la Germania per ordine di Adolf Hitler e del ministro della Giustizia Franz Gürtner. Ogni singolo sito era gestito da un boia a tempo pieno, soprattutto dopo l'inasprimento delle pene durante la guerra. In base a un accordo del 1943 con l'OKW e secondo la legge militare tedesca, i boia furono incaricati anche dell'esecuzione degli appartenenti alla Wehrmacht.
L'uccisione avveniva per decapitazione e dal 1942 anche per impiccagione. Negli anni del regime nazista il numero ufficiale di giustiziati arrivò a 2891, tutti condannati dal Kammergericht di Berlino, il famigerato Tribunale del Popolo diretto da Roland Freisler e diversi Sondergerichte. Inizialmente l'esecuzione prevedeva l'uso dell'ascia nel cortile; dal 1937 i detenuti venivano decapitati con una ghigliottina portata dalla prigione di Bruchsal e sistemata in un capannone. Nel 1942 nello stesso locale fu montata una trave usata come patibolo per un massimo di otto vittime alla volta. I parenti erano obbligati a pagare una tassa di 1,5 ℛ︁ℳ︁ per ogni giorno che il detenuto aveva trascorso in prigione, più 300 ℛ︁ℳ︁ per l'esecuzione.

### Esecuzioni degli oppositori del regime nazista

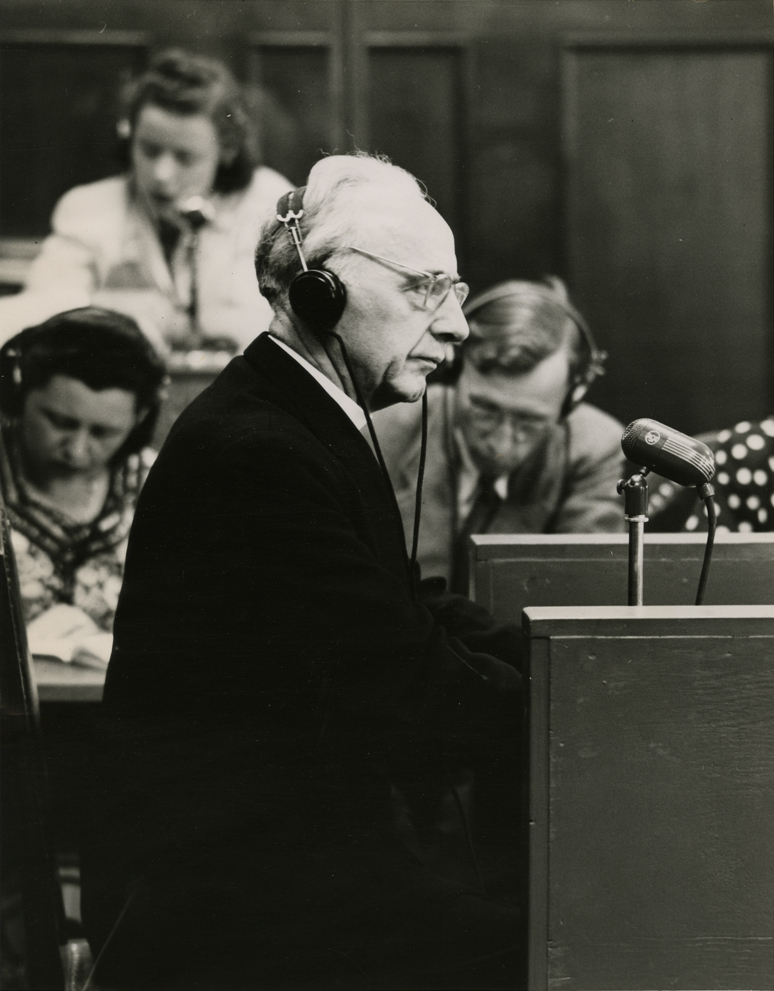
Peter Buchholz

Circa la metà dei giustiziati furono tedeschi condannati a morte per atti di resistenza contro il regime nazista. Tra questi figurano: 
- i membri dell'Orchestra Rossa, i partecipanti nel complotto del 20 luglio e del Circolo di Kreisau;
- 677 prigionieri arrivati dalla Cecoslovacchia, membri della Resistenza ceca contrari all'occupazione nazista;
- 253 condannati a morte polacchi e 245 francesi, di cui 300 donne, sia i membri della Resistenza sia coloro che furono deportati in Germania per il lavoro forzato.

Dopo l'esecuzione i corpi venivano consegnati a Hermann Stieve, anatomista della facoltà di medicina dell'attuale Università Humboldt di Berlino, che li sezionava a scopo di ricerca insieme ai suoi studenti e assistenti. Stieve era particolarmente interessato agli effetti dello stress sul ciclo mestruale e scrisse 230 articoli in merito, in uno dei quali dimostrò che il metodo Ogino-Knaus era inefficace nel prevenire il concepimento.
Dopo che un bombardamento aereo della Royal Air Force nella notte del 3 settembre 1943 danneggiò irreparabilmente la ghigliottina e distrusse gran parte della prigione, il segretario di Stato Curt Rothenberger ordinò l'immediata esecuzione dei condannati presenti a Plötzensee. Durante le cosiddette "notti di sangue di Plötzensee" dal 7 al 12 settembre furono impiccate circa 250 persone, sei delle quali per errore. Le ultime 2 esecuzioni avvennero il 19 aprile 1945, i restanti detenuti furono liberati dall'Armata Rossa nel corso della battaglia di Berlino.

## Memoriale di Plötzensee

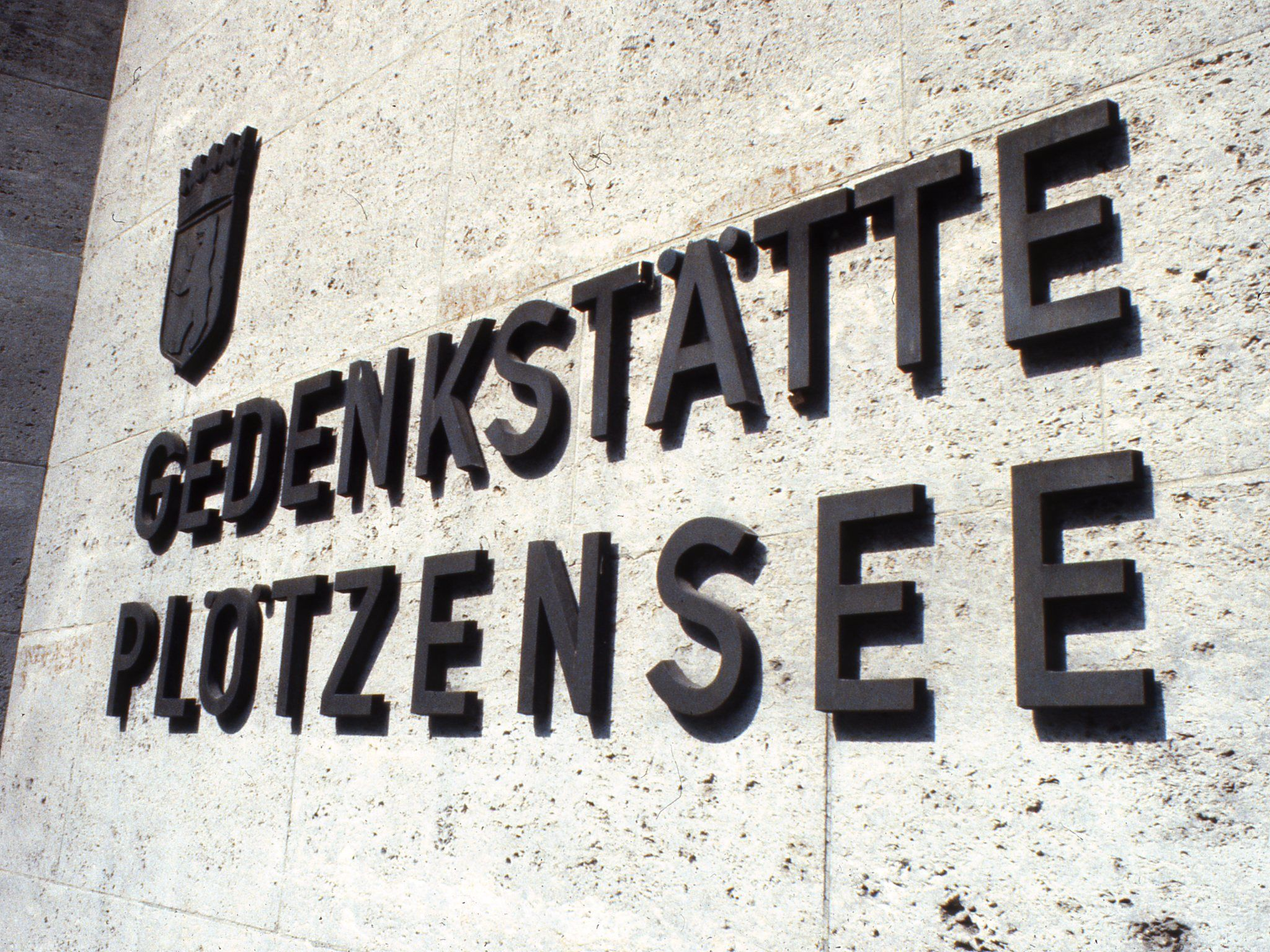
Esterno del Memoriale di Plötzensee.

Oggi la baracca delle esecuzioni, le due stanze rimanenti e il patibolo costituiscono il sito commemorativo, separato dall'area della prigione; la struttura è gestita dal Memoriale della Resistenza tedesca in ricordo dei giustiziati dai nazisti. Fu istituito dal Senato di Berlino e inaugurato il 14 settembre 1952. Dopo la guerra la ghigliottina fu rimossa, sopra la sala delle esecuzioni fu costruito un muro commemorativo con scritto "Alle vittime della dittatura hitleriana degli anni 1933-1945".
Nel 1963 la diocesi cattolica di Berlino eresse il suo memoriale per le vittime a circa 2 km a ovest, all'interno della chiesa commemorativa di Maria Regina Martyrum; la vicina chiesa protestante di Plötzensee fu inaugurata nel 1970, con il ciclo di Plötzenseer Totentanz realizzato da Alfred Hrdlicka. Entrambe le istituzioni sono sede delle annuali Giornate ecumeniche di Plötzensee. Diverse strade dei quartieri residenziali di Charlottenburg-Nord sono intitolate ai combattenti della Resistenza giustiziati.

## Vittime delle esecuzioni

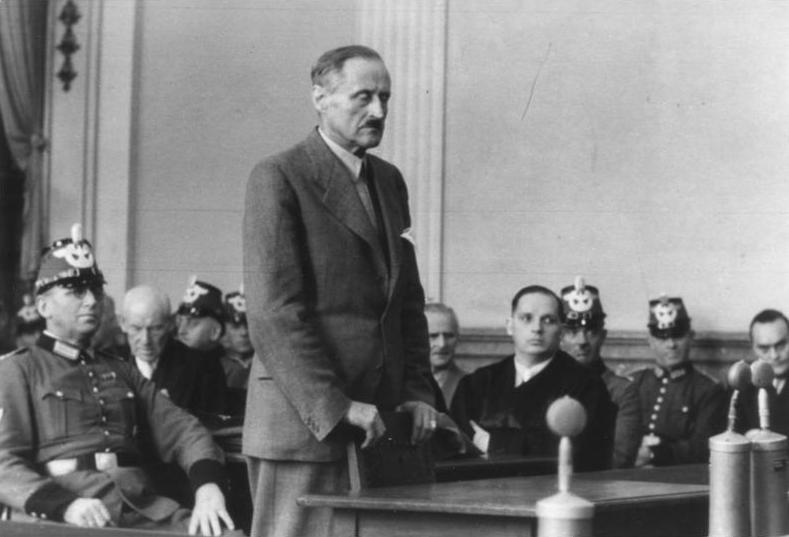
Ulrich von Hassell davanti al Volksgerichtshof nazista; fu condannato a morte nel settembre 1944. Josef Wirmer è all'estrema destra nella foto.

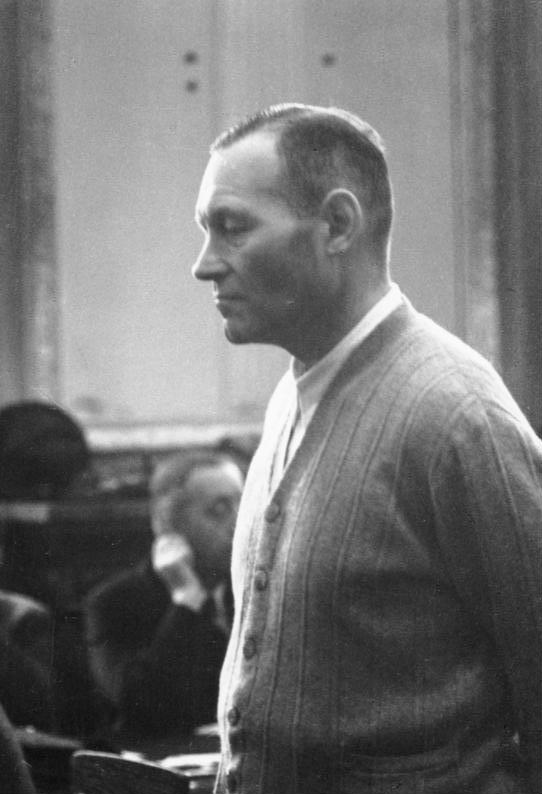
Hoepner al Volksgerichtshof.

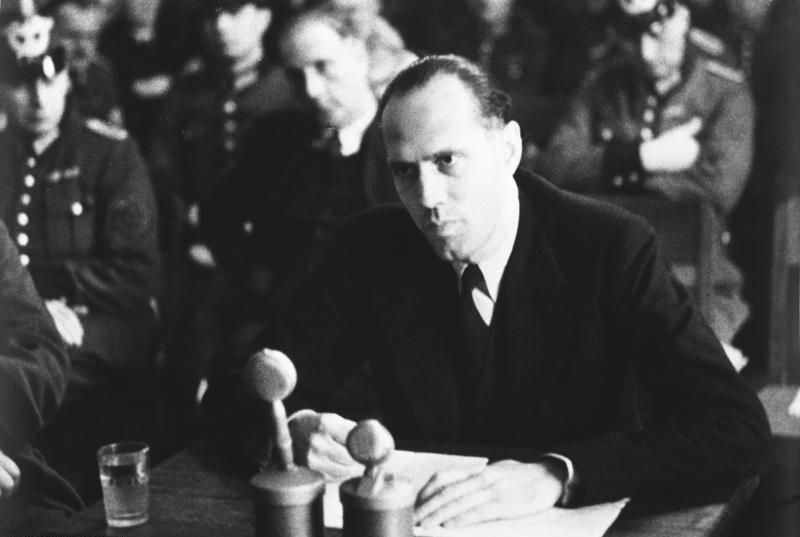
Moltke la Volksgerichtshof.

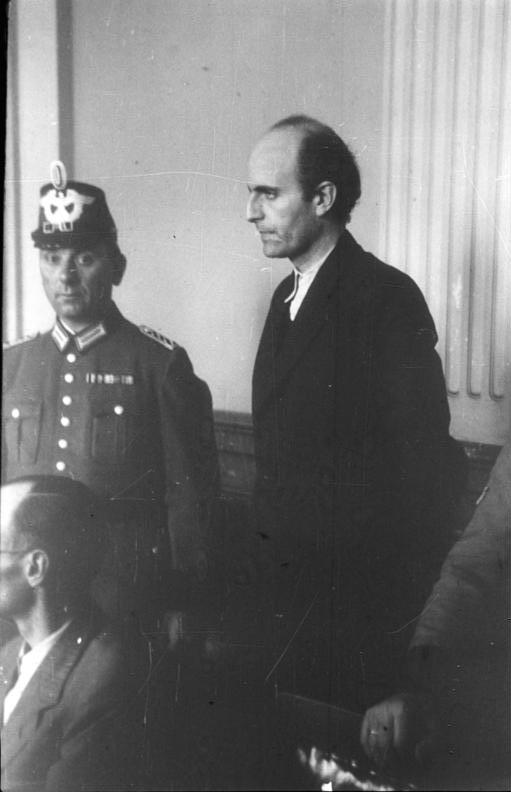
Adam von Trott zu Solz a processo dopo l'attentato del 1944 per assassinare Hitler.

- Abdulla Aliş (1908-1944), poeta che ha combattuto nella seconda guerra mondiale, decapitato;
- Rita Arnould (1914-1943), membro della Resistenza;[AA 1]
- Judith Auer (1905-1944), combattente della Resistenza, impiccata;[AA 2]
- Bernhard Bästlein (1894-1944), comunista, combattente della Resistenza;
- Maurice Bavaud (1916-1941), fallito assassino di Hitler, decapitato;[AA 3]
- Marianne Baum (1912-1942), antinazista condannata per tradimento a seguito di un attentato a Berlino, decapitata;[13]
- Cato Bontjes van Beek (1920-1943), combattente della Resistenza, decapitata;
- Karl Behrens (1909-1943), ingegnere e combattente della Resistenza;
- Heinrich Belohlavek (1889-1943), calciatore austriaco e membro della Resistenza, decapitato;[AA 4]
- Liane Berkowitz (1923-1943), combattente della Resistenza, decapitata;
- Robert Bernardis (1908-1944), combattente della Resistenza austriaca coinvolto nel complotto per assassinare Hitler;[AA 5]
- Irena Bernášková (1904-1942), combattente della Resistenza ceca e giornalista, decapitata;[14][AA 6]
- Hans-Jürgen von Blumenthal (1907-1944), aristocratico coinvolto nel complotto per assassinare Hitler;
- Hasso von Boehmer (1904-1945), tenente colonnello coinvolto nel complotto per assassinare Hitler;
- Eugen Bolz (1881-1945), politico e membro della Resistenza;
- Erika von Brockdorff (1911-1943), combattente della Resistenza, decapitata;
- Eduard Brücklmeier (1903-1944), diplomatico e combattente della Resistenza, impiccato;
- Eva-Maria Buch (1921-1943), combattente della Resistenza, decapitata;
- Musa Cälil (1905-1944), combattente della Resistenza sovietico-tatara, decapitato;
- Hans Coppi (1916-1942), combattente della Resistenza, sposato con Hilde Coppi, impiccato;
- Hilde Coppi (1909-1943), comunista e combattente della Resistenza, sposata con Hans Coppi, decapitata;
- Alfred Corbin (1916-1943), combattente della Resistenza;
- Walter Cramer (1886-1944), uomo d'affari coinvolto nel complotto per assassinare Hitler, impiccato;
- Alfred Delp (1907-1945), prete gesuita ingiustamente accusato di aver complottato contro Hitler;
- Heinrich zu Dohna-Schlobitten (1882-1944), maggiore generale e combattente della Resistenza;
- Charlotte Eisenblätter (1903-1944), attivista antinazista;
- Hans Otto Erdmann (1896-1944), ufficiale dell'esercito coinvolto nel complotto per assassinare Hitler, impiccato;[AA 7]
- Benita von Falkenhayn (1900-1935), baronessa e spia, decapitata a colpi d'ascia;
- Erich Fellgiebel (1886-1944), generale dell'esercito che complottò per assassinare Hitler;[AA 8]
- Eberhard Finckh (1899-1944), colonnello e membro della Resistenza, impiccato;
- Reinhold Frank (1896-1945), avvocato coinvolto nel complotto per assassinare Hitler, impiccato;
- Julius Fučík (1903-1943), giornalista accusato di alto tradimento;[11][AA 9]
- Willi Gall (1908-1941), comunista, combattente della Resistenza, decapitato;
- Jakob Gapp (1897-1943), sacerdote cattolico austriaco, attivista antinazista, decapitato;[15][AA 10]
- Charlotte Garske (1906-1943), attivista politico, oppositore del governo nazista;
- Erich Garske (1907-1943), marito di Charlotte Garske;
- Erwin Gehrts (1890-1943), socialista, combattente della Resistenza, decapitato;
- Erich e Elizabeth Gloeden, e Elisabeth Kuznitzky, intera famiglia decapitata per aver ospitato un cospiratore nel 1944;
- Carl Friedrich Goerdeler (1884-1945), politico che si oppose all'Olocausto, impiccato;
- Fritz Goerdeler (1886-1945), giurista, combattente della Resistenza, impiccato;[AA 11]
- Ursula Goetze (1916-1943), combattente della Resistenza, decapitata;
- Helene Gotthold (1896-1944), Testimone di Geova, oppositrice del nazismo, decapitata;
- John Graudenz (1884-1942), giornalista, combattente della Resistenza, strangolato;
- Medardo Griotto (1901-1943), militante e attivista comunista, decapitato;[AA 12]
- Nikolaus Gross (1898-1945), cattolico, ingiustamente arrestato per il tentato assassinio di Hitler;[16][AA 13]
- Alfred Grünberg (1902-1942), membro del partito comunista, combattente della Resistenza; impiccato;
- Wilhelm Guddorf (1902-1943), giornalista belga e combattente della Resistenza;[AA 14]
- Hans Bernd von Haeften (1905-1944), giurista che complottò per assassinare Hitler;
- Albrecht von Hagen (1904-1944), giurista e combattente della Resistenza, impiccato;
- Otto and Elise Hampel, coppia che protestava contro i nazisti, decapitata;
- Georg Hansen (1904-1944), colonnello dell'esercito, combattente della Resistenza, impiccato;
- Arvid Harnack (1901-1942), giurista e combattente della Resistenza, decapitato;[11]
- Ernst von Harnack (1888-1945), ufficiale prussiano e combattente della Resistenza;
- Mildred Harnack (1902-1943), insegnante statunitense e combattente della Resistenza, decapitato;[11]
- Paul von Hase (1885-1944), soldato di carriera e combattente della Resistenza, impiccato;
- Ulrich von Hassell (1881-1944), diplomatico e membro della Resistenza, impiccato;[11]
- Elli Hatschek (1901-1944), membro della Resistenza, decapitata;
- Theodor Haubach (1896-1945), giornalista e combattente della Resistenza;[17]
- Egbert Hayessen (1913-1944), combattente della Resistenza, impiccata;
- Wolf-Heinrich Graf von Helldorf (1896-1944), funzionario di polizia coinvolto nel complotto per assassinare Hitler, impiccato;
- Horst Heilmann (1923-1942), combattente della Resistenza, impiccato;
- Albert Hensel (1895-1942), comunista e combattente della Resistenza;
- Otto Herfurth (1893-1944), generale coinvolto nel complotto per assassinare Hitler, impiccato;
- Liselotte Herrmann (1909-1938), combattente della Resistenza comunista, decapitata;[11]
- Helmut Himpel (1907-1943), dentista e combattente della Resistenza, impiccato;
- Helmut Hirsch (1916-1937), ebreo tedesco arrestato per aver partecipato a un attentato, decapitato;
- Erich Hoepner (1886-1944), generale, complottò per assassinare Hitler;
- Caesar von Hofacker (1896-1944), tenente colonnello che complottò per assassinare Hitler, impiccato;
- Rosa Hofmann (1919-1943), leader della gioventù comunista e attivista della Resistenza;
- Bedřich Homola (1887-1943), soldato ceco e comandante antinazista;
- Roland von Hößlin (1915-1944), ufficiale dell'esercito che ha complottato per assassinare Hitler;
- Helmuth Hübener (1925-1942), oppositore del regime nazista, fu il più giovane prigioniero mai giustiziato, decapitato all'età di 17 anni;
- Walter Husemann (1909-1943), comunista e combattente della Resistenza, decapitato;
- Richard Hüttig (1908-1934), comunista accusato di tentato omicidio e violazione della pace, decapitato a colpi d'ascia;[11]
- Hildegard Jadamowitz (1916-1942), attivista comunista;
- Friedrich Gustav Jaeger (1895-1944), combattente della Resistenza, impiccato;
- Heinz Joachim (1919-1942), membro di un gruppo di Resistenza antigovernativo, sposato con Marianne Joachim;[13][AA 15]
- Marianne Joachim (1921-1943), combattente della Resistenza, sposata con Heinz Joachim;[13][AA 16]
- Wanda Kallenbach (1902-1944), accusata di aver aiutato il nemico durante la guerra, decapitata;
- Heinz Kapelle (1913-1941), membro del KJVD accusato di alto tradimento;
- Walter Küchenmeister (1897-1943), combattente della Resistenza;
- Otto Kiep (1886-1944), combattente della Resistenza, impiccato;
- Johanna Kirchner (1889-1944), oppositrice del regime nazista, decapitata;
- Hans Georg Klamroth (1898-1944), ufficiale coinvolto nel complotto per l'assassinio di Hitler;
- Friedrich Klausing (1920-1944), combattente della Resistenza che complottò per assassinare Hitler;
- Ewald von Kleist-Schmenzin (1890-1945), avvocato, complottò per assassinare Hitler;
- Theodor Korselt (1891-1943), giurista, influenzò negativamente le forze combattenti della Germania;
- Alfred Kranzfelder (1908-1944), ufficiale di marina, membro della Resistenza, impiccato;
- Anna Krauss (1884-1943), veggente e combattente della Resistenza, decapitata;
- Karlrobert Kreiten (1916-1943), pianista accusato di commenti negativi su Hitler, impiccato;[11]
- Adam Kuckhoff (1887-1943), scrittore e membro della Resistenza;
- Ingeborg Kummerow (1912-1943), impiegato accusato di favoreggiamento dello spionaggio, decapitato;
- Carl Langbehn (1901-1944), avvocato e membro della Resistenza, impiccato;
- Krista Lavíčková (1917-1944), segretario ceco che ha combattuto contro il nazismo, decapitato;
- Julius Leber (1891-1945), politico e membro della Resistenza;[11]
- Heinrich Graf von Lehndorff-Steinort (1909-1944), aristocratico prussiano, complottò per assassinare Hitler; impiccato;
- Paul Lejeune-Jung (1882-1944), avvocato e combattente della Resistenza, impiccato;
- Ludwig Freiherr von Leonrod (1906-1944), ufficiale dell'esercito, complottò per assassinare Hitler, impiccato;
- Bernhard Letterhaus (1894-1944), sindacalista e membro della Resistenza;
- Franz Leuninger (1898-1945), politico e membro della Resistenza;[AA 17]
- Wilhelm Leuschner (1890-1944), sindacalista coinvolto nel complotto per l'assassinio di Hitler;[11]
- Herta Lindner (1920-1943), combattente della Resistenza;
- Hans Otfried von Linstow (1899-1944), colonnello dell'esercito, complottò per assassinare Hitler;
- Hildegard Löwy (1922-1943), impiegato e membro della Resistenza antinazista, decapitato;[13]
- Ferdinand von Lüninck (1888-1944), ufficiale coinvolto nel complotto per assassinare Hitler, impiccato;
- Mikhail Varfolomeevich Makarov (1915-c.1942), probabilmente una spia in carriera;
- Rudolf von Marogna-Redwitz (1886-1944), colonnello che complottò per assassinare Hitler, impiccato;
- Hermann Maaß (1897-1944), membro della Resistenza;
- Michael von Matuschka (1888-1944), politico, complottò per assassinare Hitler;
- Basile Maximovitch (1902-c.1943), aristocratico russo, decapitato;
- Anna Maximòvitch (1901-c.1943), aristocratica russa e neuropsichiatra;[AA 18]
- Joachim Meichssner (1906-1944), ufficiale dell'esercito e membro della Resistenza;[AA 19]
- Herbert Michaelis (1898-1939), membro della Resistenza;[AA 20]
- Helmuth James Graf von Moltke (1907-1945), giurista accusato di tradimento;[11]
- Renate von Natzmer (1898-1935), spia, decapitato a colpi d'ascia;
- Arthur Nebe (1894-1945), nazista condannato per tradimento;
- Eugen Neutert (1905-1943), comunista e combattente della Resistenza;
- Johann Nobis (1899-1940), obiettore di coscienza;[AA 21]
- Vera Apollònovna Obolènskaja (1911-1944), combattente della Resistenza francese, decapitata;[AA 22]
- Ruth Oesterreich (1894-1943), attivista antigovernativo, impiccata;[AA 23]
- Paul Ogorzow (1912-1941), serial killer, decapitato;[AA 24]
- Erwin Planck (1893-1945), politico e combattente della Resistenza, impiccato;
- Johannes Popitz (1884-1945), ministro delle finanze prussiano e membro della Resistenza, impiccato;
- Karl Ernst Rahtgens (1908-1944), ufficiale e combattente della Resistenza, impiccato;
- Rudolf Redlinghofer (1900-1940), obiettore di coscienza;
- Friedrich Rehmer (1921-1943), operaio e combattente della Resistenza;
- Adolf Rembte (1902-1937), comunista e combattente della Resistenza, decapitato;
- Adolf Reichwein (1898-1944), educatore, oppositore delle politiche tedesche;
- John Rittmeister (1898-1943), neurologo e combattente della Resistenza, decapitato;
- Alexis von Roenne (1903-1944), colonnello accusato di aver complottato per assassinare Hitler;
- Galina Romànova (1918-1944), medico e combattente della Resistenza ucraina, decapitata;[AA 25]
- Joachim Sadrozinski (1907-1944), ufficiale dell'esercito, complottò per assassinare Hitler;[AA 26]
- Lothar Salinger (1919-1943), attivista della Resistenza;[13]
- Rudolf von Scheliha (1897-1942), aristocratico e combattente della Resistenza, impiccato;
- Rose Schlösinger (1907-1943), assistente sociale e combattente della Resistenza, decapitata;
- Elfriede Scholz (1903-1943);
- Oda Schottmüller (1905-1943), ballerina e combattente della Resistenza, decapitata;
- Friedrich-Werner Graf von der Schulenburg (1875-1944), diplomatico, complottò per assassinare Hitler, impiccato;
- Fritz-Dietlof von der Schulenburg (1902-1944), figlio di Friedrich-Werner, impiccato;
- Harro Schulze-Boysen (1909-1942), pubblicista condannato per alto tradimento, sposato con Libertas Schulze-Boyson, impiccato;[11]
- Libertas Schulze-Boysen (1913-1942), giornalista e combattente della Resistenza, sposata con Harro Schulze-Boysen;[11]
- Elisabeth Schumacher (1904-1942), artista e combattente della Resistenza;
- Kurt Schumacher (1905-1942), membro di un gruppo antifascista, impiccato;
- Friedrich Schumann (1893-1921), serial killer, decapitato con l'ascia;
- Wilhelm Schürmann-Horster (1900-1943), comunista marxista, impiccato;
- Ludwig Schwamb (1890-1945), giurista e combattente della Resistenza, impiccato;
- Ulrich Wilhelm Graf Schwerin von Schwanenfeld (1902-1944), proprietario terriero e combattente della Resistenza, impiccato;
- Gertrud Seele (1917-1945), infermiera e assistente sociale che aiutò gli ebrei, decapitata;[AA 27]
- Fritz Siedentopf (1908-1944), comunista e combattente della Resistenza, decapitato;
- Günther Smend (1912-1944), ufficiale, complottò per assassinare Hitler, impiccato;[AA 28]
- Franz Sperr (1878-1945), membro della Resistenza, impiccato;
- Robert Stamm (1900-1937), politico, cospirò per commettere tradimento, decapitato;
- Berthold Schenk Graf von Stauffenberg (1905-1944), aristocratico, complottò per assassinare Hitler;
- Helmuth Stieff (1901-1944), generale coinvolto nel complotto per l'assassinio di Hitler;[AA 29]
- Ilse Stöbe (1911-1942), giornalista e combattente della Resistenza, decapitata;
- Heinz Strelow (1915-1943), giornalista e combattente della Resistenza, decapitato;
- Carl-Heinrich von Stülpnagel (1886-1944), generale condannato per tradimento;
- Maria Terwiel (1910-1943), combattente della Resistenza, decapitata;
- Elisabeth von Thadden (1890-1944), educatrice progressista e combattente della Resistenza, decapitata;[11]
- Fritz Thiele (1894-1944), membro della Resistenza, impiccato;
- Fritz Thiel (1916-1943), ingegnere e combattente della Resistenza;
- Busso Thoma (1899-1945), maggiore, complottò per assassinare Hitler, impiccato;
- Adam von Trott zu Solz (1909-1944), avvocato, cospirò per assassinare Hitler;[11]
- Nikolaus von Üxküll-Gyllenband (1877-1944), uomo d'affari, cospirò per assassinare Hitler;[AA 30]
- Käte Voelkner (1906-1943);
- Peter Yorck von Wartenburg (1904-1944), giurista e combattente della Resistenza;[11]
- Hermann Josef Wehrle (1899-1944), sacerdote cattolico coinvolto nel complotto per l'assassinio di Hitler;
- Carl Wentzel (1875-1944), agricoltore coinvolto nel complotto per l'assassinio di Hitler;
- Josef Wirmer (1901-1944), giurista e combattente della Resistenza, impiccato;
- Erwin von Witzleben (1881-1944), maresciallo, cospirò per assassinare Hitler;[11]
- Irene Wosikowski (1910-1944), attivista politico, decapitata;[AA 31]
- Emmy Zehden (1900-1944), Testimone di Geova e membro della Resistenza, decapitata;

### Registri di morte dei prigionieri di Plötzensee
1. ↑   pagina 3, su Arolsen Archives.
2. ↑   pagina 4, su Arolsen Archives.
3. ↑   pagina 9, su Arolsen Archives.
4. ↑   pagina 11, su Arolsen Archives.
5. ↑   pagina 12, su Arolsen Archives.
6. ↑   pagina 12, su Arolsen Archives.
7. ↑   pagina 43, su Arolsen Archives.
8. ↑   pagina 45, su Arolsen Archives.
9. ↑   pagina 51, su Arolsen Archives.
10. ↑   pagina 53, su Arolsen Archives.
11. ↑   pagina 56, su Arolsen Archives.
12. ↑   pagina 60, su Arolsen Archives.
13. ↑   pagina 61, su Arolsen Archives.
14. ↑   pagina 63, su Arolsen Archives.
15. ↑   pagina 84, su Arolsen Archives.
16. ↑   pagina 84, su Arolsen Archives.
17. ↑   pagina 115, su Arolsen Archives.
18. ↑   pagina 129, su Arolsen Archives.
19. ↑   pagina 130, su Arolsen Archives.
20. ↑   pagina 133, su Arolsen Archives.
21. ↑   pagina 144, su Arolsen Archives.
22. ↑   pagina 146, su Arolsen Archives.
23. ↑   pagina 147, su Arolsen Archives.
24. ↑   pagina 147, su Arolsen Archives.
25. ↑   pagina 174, su Arolsen Archives.
26. ↑   pagina 179, su Arolsen Archives.
27. ↑   pagina 190, su Arolsen Archives.
28. ↑   pagina 194, su Arolsen Archives.
29. ↑   pagina 200, su Arolsen Archives.
30. ↑   pagina 209, su Arolsen Archives.
31. ↑   pagina 226, su Arolsen Archives.